# Eishockey-Weltmeisterschaft der Herren 2020
Die Eishockey-Weltmeisterschaften der Herren 2020 der Internationalen Eishockey-Föderation IIHF wären die 84. Austragung des Wettbewerbs gewesen. Das Turnier der Top-Division mit 16 Nationalmannschaften sollte vom 8. bis 24. Mai 2020 in der Schweiz stattfinden. Als Spielorte waren Zürich und Prilly geplant. Am 21. März 2020 wurde schließlich auch das Turnier der Top-Division von der IIHF aufgrund der COVID-19-Pandemie abgesagt.
Die weiteren Turniere der Divisionen I bis IV sollten zwischen März und Mai 2020 in Ljubljana, Katowice, Zagreb, Reykjavík, Kockelscheuer, Kapstadt und Bischkek stattfinden. Aufgrund der Coronavirus-Epidemie sagte die IIHF ab Mitte März alle Turniere unterhalb der Top-Division ab. Die durch die zunächst neue Rekordteilnehmerzahl von 54 Mannschaften durch die beiden WM-Neulinge Malaysia und die Philippinen neu geschaffene Division IV wurde bereits Ende Februar 2020 aufgrund der Epidemie kurzfristig abgesagt.

## Geplante Teilnehmer, Austragungsorte und -zeiträume
- Top-Division: geplant 8. bis 24. Mai 2020 in Zürich und Prilly, Schweiz
Teilnehmer:  Belarus (Aufsteiger),  Dänemark,  Deutschland,  Finnland (Titelverteidiger),  Großbritannien,  Italien,  Kanada,  Kasachstan (Aufsteiger),  Lettland,  Norwegen,  Russland,  Schweden,  Schweiz (Gastgeber),  Slowakei,  Tschechien,  USA
- Division I:
  - Gruppe A: geplant 27. April bis 3. Mai 2020 in Ljubljana, Slowenien
Teilnehmer:  Frankreich (Absteiger),  Österreich (Absteiger),  Rumänien (Aufsteiger),  Slowenien,  Südkorea,  Ungarn
  - Gruppe B: geplant 27. April bis 3. Mai 2020 in Katowice, Polen
Teilnehmer:  Estland,  Japan,  Litauen (Absteiger),  Polen,  Serbien (Aufsteiger),  Ukraine
- Division II
  - Gruppe A: geplant 19. bis 25. April 2020 in Zagreb, Kroatien
Teilnehmer:  Australien,  Volksrepublik China,  Israel (Aufsteiger),  Kroatien,  Niederlande (Absteiger),  Spanien
  - Gruppe B: geplant 19. bis 25. April 2020 in Reykjavík, Island
Teilnehmer:  Belgien (Absteiger),  Bulgarien (Aufsteiger),  Georgien,  Island,  Mexiko,  Neuseeland
- Division III
  - Gruppe A: geplant 19. bis 25. April 2020 in Kockelscheuer, Luxemburg
Teilnehmer:  Republik China (Taiwan),  Luxemburg,  Nordkorea (Absteiger),  Türkei,  Turkmenistan,  Vereinigte Arabische Emirate (Aufsteiger)
  - Gruppe B: geplant 20. bis 23. April 2020 in Kapstadt, Südafrika
Teilnehmer:  Bosnien und Herzegowina,  Hongkong,  Südafrika (Absteiger),  Thailand
- Division IV: geplant 3. bis 5. März 2020 in Bischkek, Kirgisistan
Teilnehmer:  Kirgisistan (Absteiger),  Kuwait (Absteiger),  Malaysia (Neuling),  Philippinen (Neuling)

## Modus
In der Top-Division qualifizieren sich die vier besten Mannschaften jeder Gruppe direkt für das Viertelfinale. Die Gesamtanzahl der Spiele beträgt 64 Partien.
In den Divisionen I, II und III werden die jeweils zwölf Mannschaften in den Division I und II sowie die zehn Teams der Division III qualitativ in je zwei Gruppen zu sechs Teams bzw. vier in der Gruppe B der Division III aufgeteilt. Dies geschieht auf Grundlage der Abschlussplatzierungen der Weltmeisterschaften des Jahres 2019. Die neu eingeführte Division IV spielt – ebenso wie die Gruppe B der Division III – mit vier Mannschaften.
Aus der Top-Division steigen die beiden Letzten der zwei Vorrundengruppen in die Division I A ab. Aus selbiger steigen die beiden Erstplatzierten zum nächsten Jahr in die Top-Division auf. Belarus und Lettland waren als Gastgeber automatisch für das Turnier der Top-Division 2021 qualifiziert. Belegt eines der Teams einen Abstiegsplatz, so steigt nur der Sieger der Division IA auf. Der Sechstplatzierte der Division I A steigt in die Division I B ab. Im Gegenzug steigt der Gewinner der Division I B in die Division I A auf. Entsprechende Auf- und Abstiegsregelungen gelten auch in den weiteren Divisionen.

## Top-Division
Die 84. Eishockey-Weltmeisterschaft der Herren sollte zwischen dem 8. und dem 24. Mai 2020 in der Schweiz stattfinden, wo die Austragungsorte Zürich und Prilly sein sollten. Die Spielorte wären das Hallenstadion in Zürich mit 11.200 Plätzen sowie die neu gebaute, 9.500 Zuschauer fassende Vaudoise aréna in Prilly bei Lausanne gewesen. Aufgrund der COVID-19-Pandemie wurde das Turnier am 21. März 2020 seitens der IIHF abgesagt. Der finanzielle Ausfall wurde von Versicherungen abgedeckt, so dass das Organisationskomitee einen Überschuss von 13,4 Millionen Franken erwirtschaftete.

### Teilnehmer
Am Turnier sollten die besten 14 Mannschaften der Vorjahres-Weltmeisterschaft sowie die beiden Erstplatzierten des Turniers der A-Gruppe der Division I des Vorjahres teilnehmen:
| 13 aus Europa     | Belarus (Aufsteiger aus der Division IA)    | Dänemark                                    | Deutschland                                 | Finnland (Titelverteidiger)                 |
| 13 aus Europa     | Großbritannien                              | Italien                                     | Lettland                                    | Norwegen                                    |
| 13 aus Europa     | Russland                                    | Schweden                                    | Schweiz (Gastgeber)                         | Slowakei                                    |
| 13 aus Europa     | Tschechien                                  |                                             |                                             |                                             |
| 2 aus Nordamerika | Kanada                                      | Kanada                                      | USA                                         | USA                                         |
| 1 aus Asien       | Kasachstan (Aufsteiger aus der Division IA) | Kasachstan (Aufsteiger aus der Division IA) | Kasachstan (Aufsteiger aus der Division IA) | Kasachstan (Aufsteiger aus der Division IA) |

Gruppeneinteilung
Die Gruppeneinteilung der Vorrunde wurde nach Abschluss der Weltmeisterschaft 2019 festgelegt. Als Basis diente die aktuelle IIHF-Weltrangliste, wobei auf Wunsch des Veranstalters die Schweiz und Deutschland die Gruppen tauschten.
| Gruppe A (Prilly)   | Gruppe B (Zürich) |
| Kanada (1)          | Russland (2)      |
| Schweden (4)        | Finnland (3)      |
| Tschechien (5)      | USA (6)           |
| Deutschland (7)     | Schweiz (8)       |
| Slowakei (9)        | Lettland (10)     |
| Dänemark (12)       | Norwegen (11)     |
| Belarus (14)        | Italien (16)      |
| Großbritannien (20) | Kasachstan (19)   |

In Klammern ist der jeweilige Weltranglistenplatz angegeben.

## Division I

### Gruppe A in Ljubljana, Slowenien
Das Turnier der Gruppe A sollte vom 27. April bis 3. Mai 2020 in der slowenischen Landeshauptstadt Ljubljana ausgetragen werden. Die Spiele sollten in der 4.500 Zuschauer fassenden Hala Tivoli, der Heimspielstätte des HDD Olimpija Ljubljana, stattfinden. Aufgrund der Coronavirus-Epidemie entschied die IIHF Mitte März 2020 das Turnier abzusagen.

### Gruppe B in Katowice, Polen
Das Turnier der Gruppe B sollte vom 27. April bis 3. Mai 2020 in der polnischen Stadt Katowice ausgetragen werden. Die Spiele sollten in der 11.500 Zuschauer fassenden Spodek stattfinden. Aufgrund der Coronavirus-Epidemie entschied die IIHF Mitte März 2020 das Turnier abzusagen.

## Division II

### Gruppe A in Zagreb, Kroatien
Das Turnier der Gruppe A sollte vom 19. bis 25. April 2020 in der kroatischen Landeshauptstadt Zagreb ausgetragen werden. Die Spiele sollten im 6.300 Zuschauer fassenden Dom sportova stattfinden. Aufgrund der Coronavirus-Epidemie entschied die IIHF Mitte März 2020 das Turnier abzusagen.

### Gruppe B in Reykjavík, Island
Das Turnier der Gruppe B sollte vom 19. bis 25. April 2020 in der isländischen Landeshauptstadt Reykjavík ausgetragen werden. Die Spiele sollten im 1.500 Zuschauer fassenden Skautahöllin í Laugardal stattfinden. Aufgrund der Coronavirus-Epidemie entschied die IIHF Mitte März 2020 das Turnier abzusagen.

## Division III

### Gruppe A in Kockelscheuer, Luxemburg
Das Turnier der Gruppe A sollte vom 19. bis 25. April 2020 im luxemburgischen Kockelscheuer, unweit der Hauptstadt Luxemburg, ausgetragen werden. Die Spiele sollten im 768 Zuschauer fassenden Patinoire de Kockelscheuer stattfinden. Aufgrund der Coronavirus-Epidemie entschied die IIHF Mitte März 2020 das Turnier abzusagen.

### Gruppe B in Kapstadt, Südafrika
Das Turnier der Gruppe B, das die vorherige Qualifikation ersetzen sollte, sollte vom 20. bis 23. April 2020 in der südafrikanischen Metropole Kapstadt ausgetragen werden. Die Spiele sollten in der 2.800 Zuschauer fassenden Grand West Ice Station stattfinden. Aufgrund der Coronavirus-Epidemie entschied die IIHF Mitte März 2020 das Turnier abzusagen.

## Division IV
Das erstmals geplante Turnier der Division IV wurde wegen der Coronavirus-Epidemie wenige Tage vor Beginn der Austragung abgesagt. Es sollte vom 3. bis 5. März 2020 in der kirgisischen Landeshauptstadt Bischkek im 2.200 Zuschauer fassenden Gorodskoi Katok stattfinden.
Neben den beiden sportlichen Absteigern des Vorjahres – Kirgisistan und Kuwait – waren zudem die beiden WM-Neulinge Malaysia und die Philippinen für den Wettbewerb gemeldet. Kuwait hatte bereits vor der offiziellen Absage mitgeteilt aufgrund von Sicherheitsbedenken bezüglich der Epidemie auf eine Teilnahme zu verzichten.